# Угерске Градіште
Угерске Градіште (чеськ. Uherské Hradiště, букв. «Угорське городище») — місто у Моравії, Злінський край, Чехія. Центр однойменного району. Історичний центр Моравської Словаччини.

## Історія
Засноване 1257 року богемським королем Пржемислом Отакаром II як фортеця на спірних з Угорщиною територіях. Спочатку називалося «Новий Велеград», також «Градіште» (фортеця) і «Градіще», яке перетворилося на німецьку назву Радіш (нім. Radisch). Сучасна назва з 1587 року.

## Відомі жителі та уродженці
- Петр Нечас — чеський політик, прем'єр-міністр Чехії від 28 червня 2010.

## Цікаво знати
- У місті є футбольна команда «Словацко»